# جیمز ئی پرینگل
 جیمز ای پرینگل (انگلیسی: James E. Pringle؛ زاده ۲۰ ژانویهٔ ۱۹۴۹) یک فیزیک‌دان اهل بریتانیا است.